# Mitglieder der Verfassunggebenden Versammlung Namibias
Die ist die Liste der Mitglieder der Verfassunggebenden Versammlung Namibias (englisch Constituent Assembly) vom 1. November 1989 bis 20. März 1990. Die 72 Mitglieder wurden durch die politischen Parteien Namibias ernannt, welche bei den ersten freien Wahlen in Namibia 1989 gewählt wurden. Sie haben die Verfassung Namibias erarbeitet und verabschiedet und den ersten Staatspräsidenten gewählt.

## Sitzverteilung
- SWAPO: 41
- DTA: 21
- UDF: 4
- ACN: 3
- NNF: 1
- DCN: 1
- FCN: 1

- South West Africa People’s Organization (SWAPO): 41
- Demokratische Turnhallenallianz: 21
- United Democratic Front of Namibia (UDF): 4
- Action Christian National (ACN): 3
- Namibia National Front (NNF): 1
- Democratic Coalition of Namibia (DCN) (National Patriotic Front, NPF): 1
- Federal Convention of Namibia (FCN): 1

## Mitglieder

### ACN
1. Walter Aston (* 1926)
2. Kosie Pretorius (1935–2017)
3. Jan de Wet (1927–2011)

### NNF
1. Vekuii Rukoro (1954–2021)

### DCN/NPF
1. Moses Katjiuongua (1942–2011)

### DTA
1. Ben Africa (* 1938)
2. Leonard Barnes
3. Magareth Barnes
4. Gabriel Dan
5. Johannes ǀGasebKlicklaut
6. Allois Gende (* 1952)
7. Joseph Haraseb
8. Jeremiah Jagger (20. Jahrhundert–2005)
9. Piet Junius (1941–2021)
10. Geelboy Kashe
11. Katuutire Kaura (1941–2022)
12. Constance Kgosiemang (1946–2012)
13. Fanuel Kozonguizi (1932–1995)
14. Daniel Luipert (* 1937)
15. Alfons Majavero (* 1934)
16. Andrew Matjila (* 1932)
17. Dirk Mudge (1928–2020)
18. Mishake Muyongo (* 1940)
19. Abner Nuule (1935–2023)
20. Hans-Erik Staby (1935–2009)
21. Charles van Wyk

### FCN
1. Johannes Diergaardt (1927–1998); am 20. Dezember 1989 aus gesundheitlichen Gründen durch Mburumba Kerina ersetzt

### SWAPO
1. Matti Amadhila
2. Ben Amathila (* 1938)
3. Libertina Amathila (* 1940)
4. Nahas Angula (* 1943)
5. Helmut Ausiku
6. Niko Bessinger (1948–2008)
7. Willem Biwa (* 1951)
8. Daniel Botha
9. Jerry Ekandjo (* 1947)
10. Moses ǁGaroëb (1942–1997)
11. Hage Geingob (1941–2024) – Vorsitzender der Verfassungsgebenden Versammlung Namibias; Premierminister und 3. Staatspräsident
12. Theo-Ben Gurirab (1938–2018)
13. Hidipo Hamutenya (1939–2016)
14. Marco Hausiku (1953–2021)
15. Hadino Hishongwa (1943–2023)
16. Joshua ǁHoëbeb
17. Michaela Hübschle (* 1950)
18. Pendukeni Ithana (* 1952)
19. Nickey Iyambo (1936–2019)
20. Richard Kapelwa Kabajani (1943–2007)
21. Zephania Kameeta (* 1945)
22. Peter Katjavivi (* 1941)
23. Willem Konjore (1945–2021)
24. Nathaniël Maxuilili, auch als J. G. Nathaniel bekannt (1927–1999)[4]
25. Kaire Mbuende (* 1953)
26. David Meroro (1917–2004)
27. Peter Mweshihange (1930–1998)
28. Sam Nujoma (1929–2025) – 1. Staatspräsident
29. John Ya Otto (1938–1994)
30. Hifikepunye Pohamba (* 1935) – 2. Staatspräsident
31. Hartmut Ruppel (* 1945)
32. Pashukeni Shoombe (Schoombe; * 1936)
33. Ngarikutuke Tjiriange (1943–2021)
34. Mose Tjitendero (1943–2006) – Sprecher
35. Andimba Toivo ya Toivo (1924–2017)
36. Peter Tshirumbu; bis 10. Dezember 1989 Kapuka Nauyala († 1989)
37. Ben Ulenga (* 1952)
38. Buddy Wentworth (1937–2014)
39. Anton von Wietersheim (* 1951)
40. Hendrik Witbooi (1934–2009)
41. Siegfried Wohler (1945–2009)

### UDF
1. Justus ǁGaroëb (* 1942)
2. Reggie Diergaardt (* 1957)
3. Eric Biwa (* 1953); bis 28. November 1989 Theophelus Soroseb
4. Gabriel Siseho